# Lobatus
Lobatus is een geslacht van weekdieren uit de klasse van de Gastropoda (slakken).

## Soorten
- Lobatus costatus (Gmelin, 1791)
- Lobatus galeatus (Swainson, 1823)
- Lobatus gallus (Linnaeus, 1758)
- Lobatus gigas (Linnaeus, 1758)
- Lobatus goliath (Schröter, 1805)
- Lobatus peruvianus (Swainson, 1823)
- Lobatus raninus (Gmelin, 1791)